# Brachytoma
Naam is een geslacht van weekdieren uit de klasse van de Gastropoda (slakken).

## Soorten
- Brachytoma rioensis (E. A. Smith, 1915)
- Brachytoma rufolineata (Schepman, 1913)
- Brachytoma tuberosa (E. A. Smith, 1875)